# Alberto Francisco Torres
Alberto Francisco Torres, conhecido como Alberto Torres, (Niterói, 9 de setembro de 1912 — Niterói, 25 de novembro de 1998) foi um político, jornalista e bacharel em direito. Proprietário do jornal O Fluminense, de Niterói. Como deputado, participou da elaboração da Constituição Federal de 1947 e da estadual de 1975.

## Biografia
Se formou em Ciências Jurídicas e Sociais pela Faculdade de Nacional de Direito da Universidade do Brasil – hoje Universidade Federal do Rio de Janeiro (UFRJ) 
Em 1954, para sanear as finanças da empresa, tornou-se diretor-presidente do jornal O Fluminense, sediado em Niterói (então capital do estado do Rio de Janeiro). Por fim, em 20 de outubro de 1955, José Luís Azeredo da Silva deixou o jornal, passando o controle acionário a Alberto Torres. Investiu no crescimento da empresa e comprou canais de rádio, dando origem ao  Grupo O Fluminense. Em 1971, edificou a nova sede do jornal, na Rua Visconde de Itaboraí, no Centro de Niterói.
Em 1955, acumulou ao seu mandato de deputado federal, as funções de jornalista e a de professor titular de direito constitucional na Faculdade de Direito da Universidade Católica de Petrópolis.
Foi um dos responsáveis pela primeira grande coalizão partidária que permitiu ao líder trabalhista Roberto Silveira chegar ao governo do estado do Rio de Janeiro com apoio de 13 legendas, no início dos anos 1960; derrotando o grupo partidário estadual aliado a Amaral Peixoto e o candidato, por este indicado, Getúlio de Moura. Como secretário estadual de Educação do governo de Silveira, Alberto trabalhou pela valorização do magistério e foi um dos responsáveis pela criação da Universidade Federal Fluminense (UFF).
Após o Golpe de 1964 e a extinção dos partidos políticos, Alberto Torres teve que deixar a União Democrática Nacional (UDN), filiou-se à Aliança Renovadora Nacional (Arena).
Alberto Torres foi presidente da Academia Fluminense de Letras e da Associação de Empresas de Radiodifusão do Rio de Janeiro e Espírito Santo, sócio honorário e benemérito da Academia Niteroiense de Letras.
Alberto Torres faleceu aos 86 anos, em 25 de novembro de 1998. Pouco antes havia confiado à filha Nina Rita Torres a presidência do Grupo O Fluminense.
Seus irmãos foram o general Paulo Francisco Torres e Acúrcio Torres. Paulo governou o Acre entre 1955 e 1956 e o Rio de Janeiro de 1964 a 1966, também tornou-se senador pelo Rio de Janeiro de 1967 a 1975. Já Acúrcio foi deputado em duas Assembleias Nacional Constituinte: 1934 e 1946; também foi deputado federal de 1935 a 1937 e de 1946 a 1951.

## Homenagens
Após falecer, várias instituições e locais receberam seu nome:
- Escola Municipal Alberto Torres, em Niterói,
- Hospital Geral Alberto Torres, no Colubandê, bairro na cidade de São Gonçalo ,
- Avenida Jornalista Alberto Francisco Torres, a principal via do bairro de Icaraí e que margeia a orla da praia.